# Zoferídeos

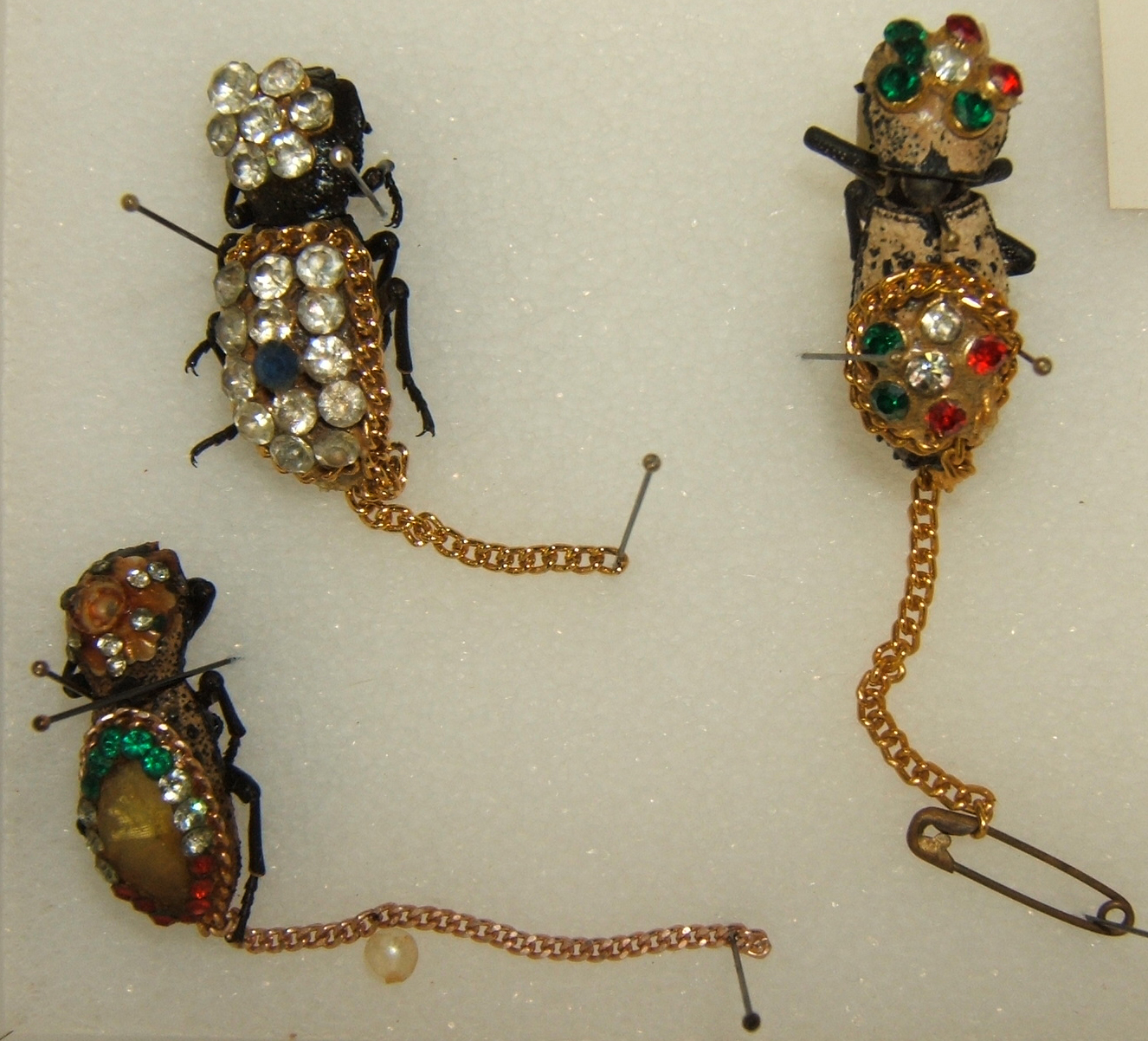
Zopheridae usados como jóias.

Zoferídeos (Zopheridae) são uma  família de coleópteros polífagos. Esta família de escaravelhos foi consideravelmente ampliada nos últimos anos por incorporação dos membros das famílias Monommatidae e Colydiidae, que se concluiu caberem dentro da sua circunscrição taxonómica, sendo actualmente consideradas subfamílias de Zopheridae. Na sua actual configuração, a família Zopheridae inclui mais de 100 géneros e algumas centenas de espécies distribuídas por todos os continentes, excepto a Antárctica. 

## Géneros
- Subfamília: Colydiinae
  - Tribo: Acropini - Adimerini - Colydiini - Gempylodini - Nematidiini - Rhagoderini - Rhopalocerini - Sarrotriini - Synchitini
    - Géneros: Ablabus - Acolophoides - Acostonotus - Allobitoma - Aulonium - Bitoma - Bulasconotus - Chorasus - Cicablabus - Ciconissus - Colobicus - Colydium - Corticus - Coxelus - Diodesma - Diplagia - Endophloeus - Epistranodes - Epistranus - Faecula - Glenentela - Helioctamenus - Heterargus - Hybonotus - Langelandia - Lascobitoma - Lasconotus - Lobomesa - Lyreus - Microprius - Namunaria - Nematidium - Norix - Nosodomodes - Notocoxelus - Orthocerus - Pristoderus - Prosteca - Rhopalocerus - Rytinotus - Syncalus - Synchita - Tarphiablabus - Tarphiomimus - Tarphius - Tentablabus - Todimopsis - Trachypholis - Xylolaemus ...
- Subfamília: Zopherinae
  - Tribo: Latometini
    - Géneros: Latometus - Notorthocerus - Orthocerodes

  - Tribo: Monommatini
    - Géneros: Monomma

  - Tribo: Phellopsini
    - Géneros: Phellopsis

  - Tribo: Pycnomerini
    - Géneros: Pycnomerodes - Pycnomerus

  - Tribo: Usechini
    - Géneros: Usechus

  - Tribo: Zopherini
    - Géneros: Noserinus - Nosoderma - Phloeodes - Scoriaderma - Sesaspis - Verodes - Zopher - Zopherosis - Zopherus

## Referencias
- Lawrence, J.F. 1991: Colydiidae (Tenebrionoidea) (including Adimeridae, Monoedidae). pp. 512–514 in: Lawrence, J.F. (coordinator) Order Coleoptera, in: Stehr, F.W. (ed.) Immature insects, 2. Kendall/Hunt Publishing Company, Iowa, USA.
- Lawrence, J.F. 1991: Monommidae (Tenebrionoidea). pp. 514–515 in: Lawrence, J.F. (coordinator) Order Coleoptera, in: Stehr, F.W. (ed.) Immature insects, 2. Kendall/Hunt Publishing Company, Iowa, USA.
- Lawrence, J.F. 1991: Zopheridae (Tenebrionoidea) (including Merycidae). pp. 518–519 in: Lawrence, J.F. (coordinator) Order Coleoptera, in: Stehr, F.W. (ed.) Immature insects, 2. Kendall/Hunt Publishing Company, Iowa, USA.
- I.Löbl & A.Smetana (eds). 2008 «Catalogue of Palearctic Coleoptera. Vol. 5:  Tenebrionoidea» (PDF). www.apollobooks.com. Apollo Books, Stenstrup, Denmark
ISBN 87-88757-84-6, p. 78
- Ślipiński, S.A.; Lawrence, J.F. 1999: Phylogeny and classification of Zopheridae sensu novo (Coleoptera: Tenebrionoidea) with a review of the genera of Zopheridae (excluding Monommatini). Annales zoologici, 49: 1–53. «Abstract» (PDF). www.miiz.eu
- Ślipiński, A.; Lawrence, J.F. 2010: 11.9. Zopheridae Solier, 1834. pp. 548–559 in: Leschen, R.A.B.; Beutel, R.G.; Lawrence, J.F. (volume eds.) Coleoptera, beetles. Volume 2: Morphology and systematics (Elateroidea, Bostrichiformia, Cucujiformia partim). In: Kristensen, N.P. & Beutel, R.G. (eds.) Handbook of zoology. A natural history of the phyla of the animal kingdom. Volume IV. Arthropoda: Insecta. Part 38. Berlin, New York: Walter de Gruyter. ISBN 3110190753 ISBN 9783110190755